# Au rendez-vous des revenants
Au rendez-vous des revenants (titre original: The Secret of Terror Castle) est le premier volume de la série policière pour adolescents Les Trois Jeunes Détectives, écrit par Robert Arthur, Jr..
Le roman a été publié sous la signature théorique d'Alfred Hitchcock pour des motifs publicitaires et de marketing.

## Publications
Le roman a été édité pour la première fois aux États-Unis en 1964.
Il est paru en France en 1966 dans la collection Idéal-Bibliothèque d'Hachette puis dans la Bibliothèque verte en 1979.

## Résumé
Dans la petite ville de Rocky, à quelques kilomètres des studios d'Hollywood, le jeune Hannibal Jones commence à être connu pour son habileté à trouver la solution des énigmes les plus improbables - la dernière en date étant la disparition de la bague de fiançailles de la mère de Bob Andy, un camarade bibliophile. Mais le dernier exploit en date d'Hannibal est d'avoir gagné la location pendant trente jours d'une voiture Rolls Royce avec chauffeur en devinant le nombre exact de haricots secs contenus dans une jarre exposée dans une vitrine. Mais que compte-il en faire ?
Bob retrouve Hannibal et Peter Crentch, le sportif de la bande, dans le repaire secret aménagé par Hannibal au fond du Paradis de la Brocante, un bric-à-brac tenu par Titus Jones, l'oncle d'Hannibal. Bob découvre ainsi les cartes de visite qu'Hannibal fait imprimer par Peter Crentch sur une petite presse artisanale - cartes qui présentent leur agence de détectives nouvellement fondée. 
Après leur avoir exposé son idée de l'organisation de l'agence, Hannibal annonce à ses deux associés qu'il a déjà trouvé un « mystère à détecter ». Sauf que le client, Alfred Hitchcock lui-même, n'est pas encore au courant qu'il va les embaucher. En effet, le réalisateur recherche dans la région une maison qui soit vraiment hantée…
Tandis qu'Hannibal et Peter entendent contourner le principal obstacle - Henrietta Larson, une ancienne camarade de classe devenue la secrétaire de M. Hitchcock -, Bob est chargé d'enquêter sur le Château des Épouvantes - la maison hantée qui pourrait être vraiment hantée.
C'est ainsi qu'ils vont être amenés à enquêter sur le décès mystérieux de Stephen Terril, qui était l'ancien propriétaire de la maison hantée. Stephen Terril était un acteur de films muets spécialisé dans les rôles d'épouvante, et était surnommé « l'homme aux millions de visages ». Il avait été ruiné par l'arrivée du cinéma parlant car il zozotait. Sa voiture a été retrouvée dans l'océan, ainsi qu'une lettre affirmant qu'il ne cesserait jamais de « hanter sa demeure ». Suicide (conclusion de la police) ou meurtre ?

## Personnages
- Hannibal Jones, doté d'une grande culture et de facultés de raisonnement remarquables. Surnommé Babal par ses amis.
- Bob Andy, petit, maigre, porte des lunettes, travaille à temps partiel à la Bibliothèque de Rocky.
- Peter Crentch, grand et musclé, mais assez prudent.
- Titus Jones, l'oncle d'Hannibal, propriétaire du Paradis de la Brocante.
- Tante Mathilda, la femme de M. Jones, ne peut voir un jeune garçon sans lui trouver immédiatement une occupation.
- M. Crentch, le père de Peter, travaille à Hollywood dans les trucages.
- Le réalisateur Alfred Hitchcock lui-même.
- Henrietta Larson, la secrétaire d'Alfred Hitchcock, surnommée Henrietta Trouble-fête par Peter.
- Warrington, anglais, grand, maigre, robuste, chauffeur de la Rolls dont Hannibal a gagné la location.
- Skinny Norris, un camarade rival, jaloux de voir les trois jeunes détectives circuler en voiture.
- Stephen Terril, un acteur de film muet spécialisé dans les rôles d'épouvante.
- Jonathan Rex, l’impresario de Stephen Terril.

## Les différentes éditions
- 1966 - Hachette, Idéal-Bibliothèque. Illustré par Jacques Poirier (Couverture et illustrations internes). Traduction de Vladimir Volkoff.
- 1979 - Hachette, Bibliothèque verte. Illustré par Jacques Poirier (Couverture et illustrations internes, différentes de l'édition de 1966). Traduction de Vladimir Volkoff (quelques différences.).
- 1987 - Hachette, Bibliothèque verte (français, version originale). Illustré par Jacques Poirier, couverture de Yves Beaujard. Traduction de Vladimir Volkoff.